# エドモンド・ハレー
エドモンド・ハレー（英語: Edmond Halley, ユリウス暦1656年10月29日/グレゴリオ暦11月8日 - ユリウス暦1742年1月14日/グレゴリオ暦1月25日）は、イギリスの多才な科学者である。天文学、地球物理学、数学、気象学、物理学といった広範な分野で顕著な業績を残した。
ハレーが最もよく知られる功績の一つに、ハレー彗星の軌道計算がある。彼は過去の観測記録を詳細に分析し、1531年、1607年、1682年に出現した彗星が同一のものであることを突き止め、その回帰周期を予測した。この彗星は彼の名にちなんでハレー彗星と名付けられた。

## ハレーの発音と表記
ハレー（Halley）の最も標準的な発音は国際音声記号（IPA）で [hæli] と表記され、英語の "valley" と同様の音韻構成を持つ。しかし、状況によっては [heɪli] （"Bailey" と同音韻）のように発音されることもある。
日本語における表記は、「ハレー」と「ハリー」といった複数の形が見られる。しかし、現代においては「ハレー彗星」という表記が広く普及している現状を考慮し、本項では「ハレー」という表記に統一する。
なお、歴史家の見解の中には、エドモンド・ハレー自身は [hɔːli] のように発音していたとする説も存在する。

## 略歴及び主な業績

### 生い立ちと初期の研究
エドモンド・ハレーは、旧ミドルセックス州ハッガーストン（現在のハックニー区ショーディッチの一地区）において、裕福な石鹸製造業者の子として1656年に誕生した。セント・ポール校で学んだ後、1673年にオックスフォード大学クイーンズ・カレッジに入学し、在学中には太陽系と太陽黒点に関する論文を発表している。1676年に同大学を卒業すると、南半球の恒星を研究するため南大西洋のセントヘレナ島へ渡り、1678年11月まで観測に従事した。帰国後の1679年には、南半球から観測された341個の恒星を詳細に記録した『南天星表』(Catalogus Stellarum Australium) を発表した。既存の星図にこれらの南天の恒星を加えたハレーの業績は、ティコ・ブラーエの観測データに匹敵するものとして高く評価された。これにより、彼はオックスフォード大学の修士号を取得し、王立協会フェローに推薦された。

### ニュートンとの協働と『プリンキピア』出版
1682年、ハレーは結婚し、ロンドン北部のイズリントンに居を構えた。この時期、彼は月の観測に多くの時間を費やしていたが、重力の問題にも深い関心を抱いていた。特に、ケプラーの惑星運動の法則を証明することに関心を寄せていた。1684年8月、ハレーはケンブリッジ大学のアイザック・ニュートンを訪ね、この問題について議論を行った。その際、ニュートンが既にこの問題を証明済みであるものの、未だ発表していないことを知った。ハレーはニュートンにその成果を公表するよう強く促し、この働きかけがきっかけとなり、ニュートンの代表作『自然哲学の数学的諸原理』（プリンキピア）が執筆されることとなった。しかし、当初出版を約束していた王立協会が出版の時期になって資金難に陥ったため、最終的にこの重要な書籍はハレーが自ら費用を負担する形で出版された。

### 地球物理学、人口統計学への貢献
1686年、ハレーは探検航海における第二の成果として、貿易風とモンスーンに関する論文と地図を発表した。この論文において彼は、太陽熱が大気運動の主要な原因であることを明確に指摘した。さらに、気圧と海抜高度の関係を初めて明らかにするなど、地球物理学の分野に重要な貢献を果たした。1693年には、終身年金に関する論文を発表し、当時住民の死亡記録が詳細に残されていたポーランドのヴロツワフの記録に基づき、死亡年齢の統計的解析を行った。この研究により、イギリス政府は購入者の年齢に応じた適切な価格で年金サービスを提供することが可能となり、ハレーの研究は保険数理学の発展に大きな影響を与えた。彼の作成したヴロツワフの生命表は、ジョン・グラントの先駆的な研究に続くものであり、現代では人口統計学の歴史における重要な出来事と位置づけられている。

### 潜水器具の開発と地磁気観測
1690年、ハレーは水中での活動時間を大幅に延長することを可能にする潜水鐘を考案した。この潜水鐘には水中での探索活動を可能にするための窓が設けられ、空気は重りを付けた樽を用いて水上から供給される仕組みであった。1698年、ハレーは英国海軍のパラモア号の艦長に任命され、広範囲にわたる地磁気観測を実施した。2年間の航海で大西洋の北緯52度から南緯52度までの海域を調査し、その結果は1701年に『羅針盤の偏角に関する一般図』(General Chart of the Variation of the Compass) として発表された。これは世界で初めて出版された地磁気図であり、現在ではハレー線 (Halleyan lines) とも呼ばれる等偏角線が初めて描かれた海図であった。

### ハレー彗星の予言と晩年
1703年11月、ハレーはオックスフォード大学のサヴィル幾何学教授職に任命され、1710年には名誉法学博士号を授与された。1705年には、古天文学の手法を用いて、有名なハレー彗星に関する予言を記した『彗星天文学概論』(Synopsis Astronomia Cometicae) を発表した。この著書において彼は、1682年に自身が観測した彗星と、ケプラーなどが過去に観測した大彗星の軌道を比較検討し、1456年、1531年、1607年、1682年に出現した彗星は同一の天体であり、次回の回帰は1758年であると予言した。ハレー自身は1742年に85歳で逝去し、その回帰を見ることはなかったが、予言通り1758年に彗星が再出現したことで、この彗星はハレー彗星 (Halley's Comet) と名付けられることとなった。ハレー彗星は、惑星以外の太陽系天体でその公転が初めて確認された例となった。
1716年には、金星の日面通過の際に観測地点によってその開始・終了時刻が異なることを利用することで、地球と太陽の間の距離（天文単位）を高精度で測定できるという画期的な方法を提案した。金星の日面通過自体は1639年に観測されていたが、その天文学的な重要性を初めて指摘したのはハレーであった。この現象も彼の生存中には起こらず、実際に観測が行われたのは1761年および1769年のことであった。1718年には、恒星の位置測定データを古代ギリシャ時代の観測記録と比較することで、それまで不動であると考えられていた恒星の固有運動を発見した。
1720年、ハレーはジョン・フラムスティードの後任としてグリニッジ天文台長（王室天文官）に任命され、その職を生涯務め上げた。彼はロンドン南東のリーにある聖マーガレット教会に埋葬されている。

## 命名
- ハレー彗星 — ハレーが回帰を予言したことにちなむ。
- 火星のハレー・クレーター
- 月のハレー・クレーター
- 南極のハレー調査基地